# Gobernación de Sa'dah
La gobernación de Sa'ada es uno de los estados de Yemen ubicada en el norte del país, compartiendo frontera con Arabia Saudita. 
Su población es de 693.217 habitantes (2004), cerca del 3,5% de la población total de Yemen. Su capital es la ciudad de Sa'dah, que por mucho, es la ciudad más grande de la región. Esta demarcación es una de las áreas más inaccesibles de la nación y figura entre las más pobres del país ya que tienen pocos recursos para poder sobrevivir.
Desde junio de 2004 tiene lugar en la región una rebelión zaydí contra el gobierno de Yemen.
- Datos: Q275732
- Multimedia: Saada Governorate / Q275732